# Реквизиция
Реквизи́ция (от лат. requsitio — требование) —  принудительное возмездное изъятие у собственника органами государственной власти имущества в собственность или во временное пользование государства.
Сводный закон о реквизиции и конфискации имущества был принят в России 28 марта 1927 года, но к началу XXI века многие его положения устарели. В современном российском законодательстве реквизиция как одно из оснований принудительного изъятия у собственника имущества (ст. 235 ГК РФ) является категорией гражданского права, поэтому связанные с ней отношения первично регулируются в ст. 242 ГК РФ. Согласно данной статье в случаях стихийных бедствий, аварий, эпидемий, эпизоотий и при иных обстоятельствах чрезвычайного характера имущество в интересах общества по решению государственных органов может быть изъято у собственника в порядке и на условиях, установленных законом, с выплатой ему стоимости имущества. Собственник имеет право обратиться в суд для того чтобы оспорить оценку стоимости реквизированного имущества, а также с требованием о возврате ему сохранившегося имущества.
В международном праве реквизицией называют возмездное изъятие имущества у собственника для его использования армией враждующего государства. Статья 52 Гаагской конвенции о законах и обычаях сухопутной войны 1907 года утверждает:
Реквизиции натурой и повинности могут быть требуемы от общин и жителей лишь для нужд занявшей область армии. Они должны соответствовать средствам страны и быть такого рода, чтобы они не налагали на население обязанности принимать участие в военных действиях против своего отечества. Эти реквизиции и повинности могут быть требуемы лишь с разрешения военачальника занятой местности. Натуральные повинности должны быть по возможности оплачиваемы наличными деньгами; в противном случае они удостоверяются расписками и уплата должных сумм будет произведена возможно скорее.
Согласно Гаагской конвенции о защите культурных ценностей в случае вооружённого конфликта 1954 года, реквизиция движимых культурных ценностей, находящихся на территории другой страны, запрещена.